# Píšť (Morávia-Silésia)
Píšť é uma comuna checa localizada na região de Morávia-Silésia, distrito de Opava.